# Mont Kennedy
El Mont Kennedy (en anglès Mount Kennedy) és una muntanya que s'alça per sobre dels 4.250 msnm i que es troba a les muntanyes Saint Elias, dins la Reserva i Parc Nacional de Kluane, al territori del Yukon, Canadà. El seu cim es troba a 10 quilòmetres de la regió de l'Alaska Panhandle.
Després de l'assassinat del Presidents dels Estats Units John F. Kennedy era el cim més alt d'Amèrica del Nord que no havia estat escalat mai i per això va rebre el seu nom.
La primera ascensió al cim va tenir lloc el 1965, i en ella hi va participar el germà de John F. Kennedy, Robert F. Kennedy, formant part d'un grup d' experimentats muntanyencs patrocinats per la National Geographic Society i dirigits per Jim Whittaker.

## Referències

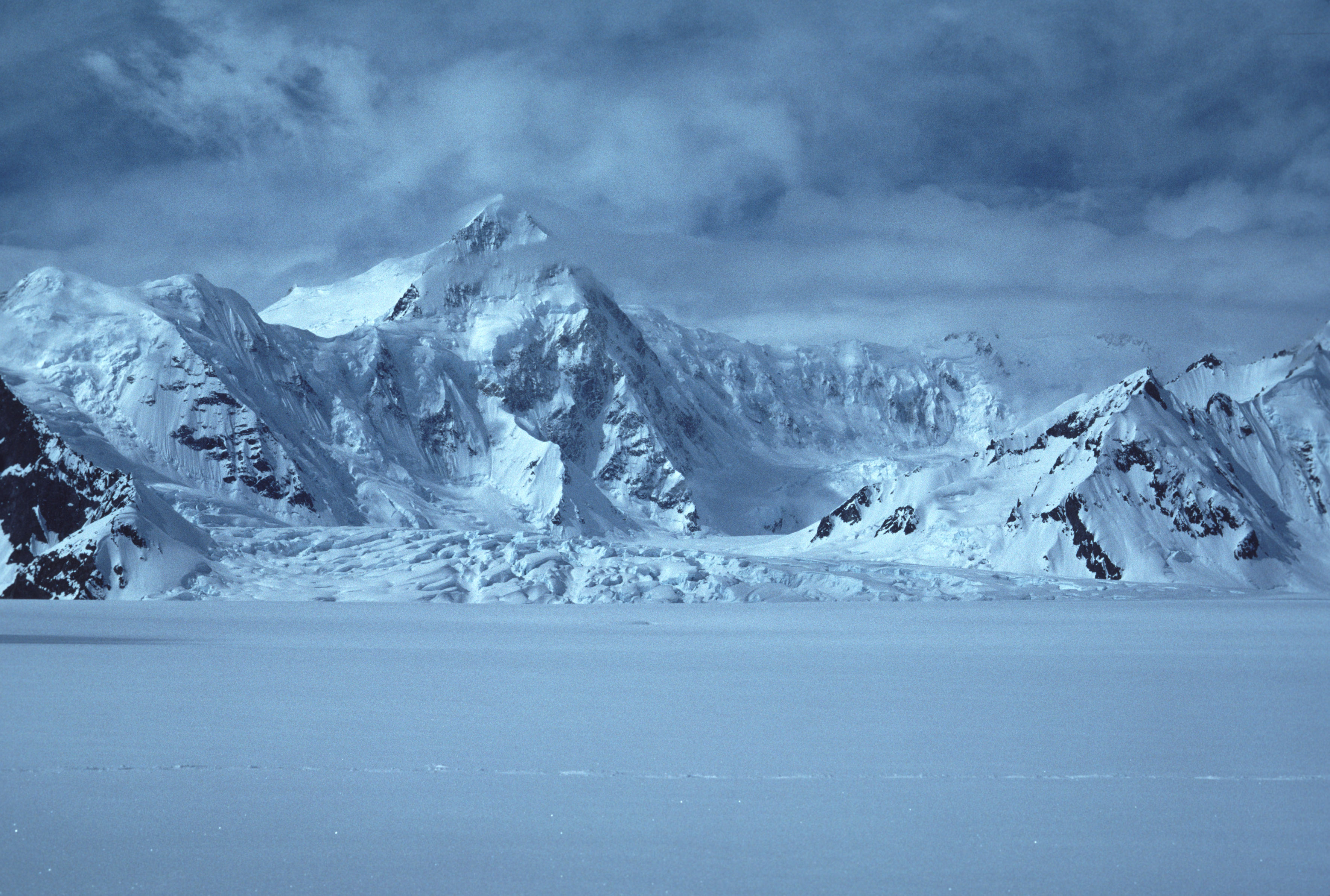
El mont Kennedy vist des de la glacera de Lowell.

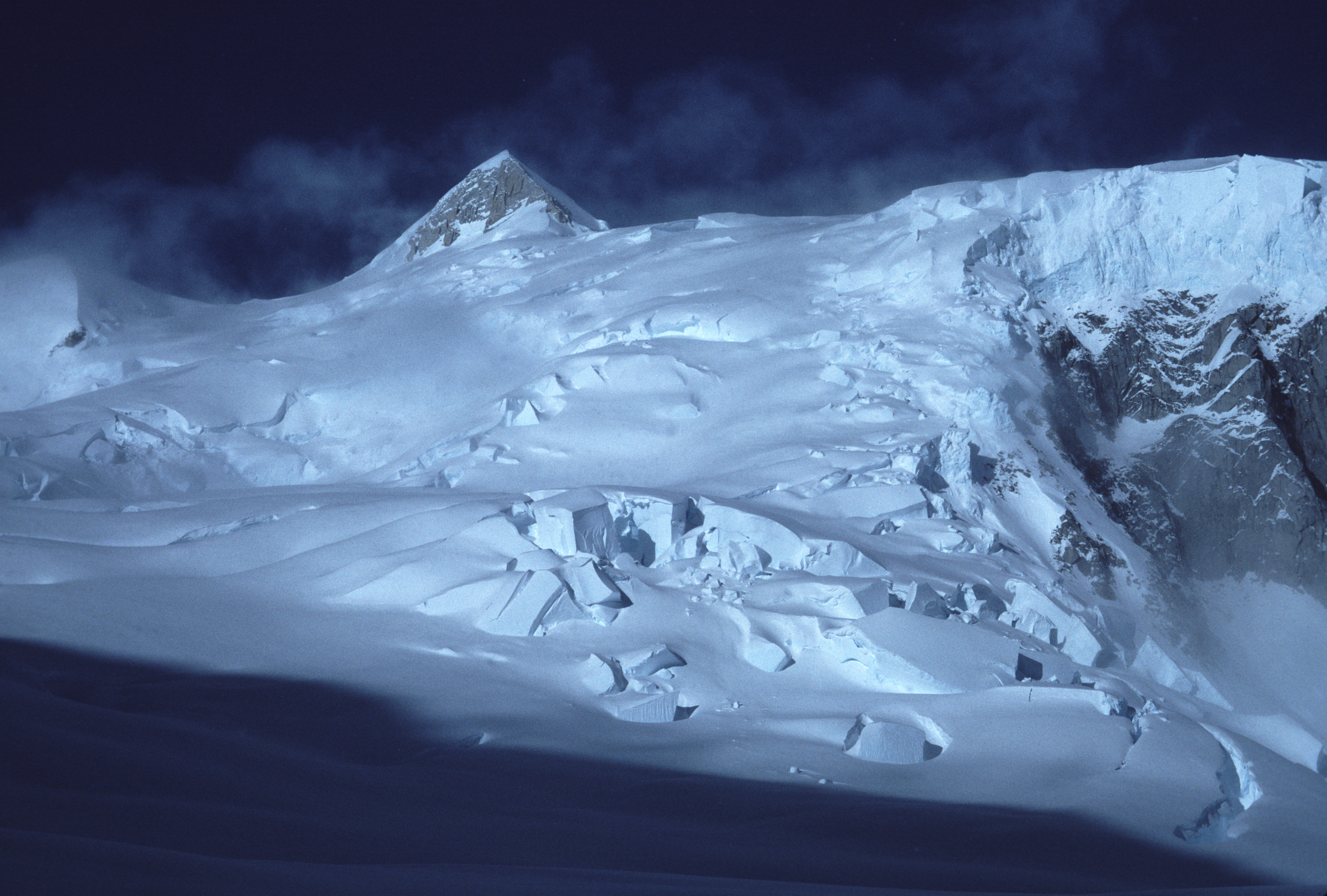
El mont Kennedy, vist des del sud.